# 348
| 348                |
| ------------------ |
| Dødsfald - Fødsler |
|                    |

| Gregoriansk kalender | 348 CCCXLVIII           |
| Ab urbe condita      | 1101                    |
| Armensk kalender     | I/T                     |
| Kinesiske kalender   | 3044 – 3045 丁未 – 戊申 |
| Etiopisk kalender    | 340 – 341               |
| Jødisk kalender      | 4108 – 4109             |
| Hindukalendere       |                         |
| - Vikram Samvat      | 403 – 404               |
| - Shaka Samvat       | 270 – 271               |
| - Kali Yuga          | 3449 – 3450             |
| Iransk kalender      | 274 BP – 273 BP         |
| Islamisk kalender    | 283 BH – 282 BH         |

Se også 348 (tal)